# モモドゥ・ソンコ
モモドゥ・ラミン・ソンコ（Momodou Lamin Sonko , 2005年1月31日 - ）は、スウェーデン・ヴェストラ・イェータランド県ヨーテボリ出身のサッカー選手。ベルギー・ファースト・ディビジョンA・KAAヘント所属。ポジションは FW。

## クラブ経歴
2020年にBKヘッケンのユースチームに入団。2022年5月にトップチーム昇格が決まり、プロ契約を締結。8月30日のスウェーデンカップのエルムフルトIF戦先発で起用され、プロデビュー。翌2023年シーズンより出場機会が増え、同年シーズン開幕戦となった2月18日のヨンショーピング・ソードラIF戦で、後半15分にプロ初ゴールを記録。更に10月23日のIFKノルシェーピン戦では、自身初のハットトリックを達成。同年シーズンはリーグ戦で7ゴールを決めた。

### KAAヘント
2024年1月29日、KAAヘントと2028年までの契約を締結した。

## 代表経歴
2021年より、各ユース世代のスウェーデン代表でプレーしている。

## 人物
- 父はガンビア出身で、その関係で同国の国籍も所有している[6]。